# Sigismund von Brandenburg
Sigismund von Brandenburg (* 11. Dezember 1538 in Berlin; † 13. September 1566 auf der Moritzburg in Halle (Saale)) war Erzbischof von Magdeburg und Bischof von Halberstadt.

## Leben
Sigismund war ein Sohn des brandenburgischen Kurfürsten Joachim II. (1505–1571) aus dessen zweiter Ehe mit Hedwig (1513–1572), Tochter des Königs Sigismund I. von Polen. Seinem Großvater soll er neben seinem Namen auch eine große Ähnlichkeit verdankt haben.
Sigismund folgte seinem älteren Bruder Friedrich 1552 als Erzbischof von Magdeburg und Bischof von Halberstadt. Wegen seines Alters von erst 13 Jahren wurde er zunächst postuliert (26. Oktober 1552), da er nicht gewählt werden konnte. Bis zu seinem tatsächlichen Regierungsantritt wurde Graf Johann Georg von Mansfeld vom Domkapitel zum Statthalter eingesetzt, der bis 1557 wirkte. 
Obwohl Lutheraner, hielt Sigismund das Zölibat ein und wurde von Papst Julius III. als Erzbischof von Magdeburg bestätigt. 1567 folgte das Domkapitel seinem Erzbischof und nahm das Augsburgische Bekenntnis an.
Noch während der Amtszeit des Statthalters huldigten in Halle die Stände dem  bestätigten jungen Erzbischof.
Aus Anlass der Huldigung ließ der Erzbischof zwei verschiedene Gedenktaler prägen, die heute äußerst selten sind. Sie zeigen den Erzbischof mit weltlicher Tracht, bezeichnen ihn aber ausdrücklich als Erzbischof (archiepiscopus).
1555 erließ Sigismund eine Prozessordnung, drei Jahre später gewährte Kaiser Ferdinand I. dem Erzbischof das Privilegium de non appellando. In den Jahren 1552/53 ließ Sigismund in Halberstadt den Petershof als neue Residenz errichten.
Sein Tod im 28. Lebensjahr verhinderte eine ernstzunehmende Kandidatur auf den polnischen Thron und die Einführung der Reformation in seinem gesamten Erzstift. Sigismund war der letzte vom Papst bestätigte Erzbischof im Erzstift Magdeburg.